# Consolidated Edison
Consolidated Edison, Inc. eller conEdison (NYSE: ED) er et amerikansk energiforsyningsselskab, deres hovedkvarter er i New York City. De leverer elektricitet, naturgas og fjernvarme til kunder i New York City Metropolitan Area.